# Marlena Fejzo
Marlena Schoenberg Fejzo (20 de febrero de 1968) es una científica médica estadounidense y profesora de investigación sobre hiperemesis gravídica y cáncer de ovario. 

## Trayectoria
Marlena Fejzo recibió su licenciatura en Matemáticas Aplicadas de la Universidad de Brown en 1989 y un doctorado. en Genética de la Universidad de Harvard en 1995. Tiene nombramientos conjuntos en el departamento de Obstetricia y Ginecología de la Universidad del Sur de California y el departamento de Medicina de la Universidad de California, Los Ángeles, donde trabaja en el laboratorio de Dennis J. Slamon. Además es asesora científica de la Fundación de Investigación y Educación sobre Hiperemesis.
Ha publicado artículos científicos revisados por pares sobre muchas enfermedades de la mujer, incluido el cáncer de ovario, el cáncer de mama, la esclerosis múltiple y descubrió los primeros genes de los fibromas uterinos. En 2023 publicó una nueva investigación en Nature dando paso al desarrollo de nuevas investigaciones ya que hasta el momento no se sabía nada de las causas de las náuseas durante el embarazo.Durante unos veinte años investigó la hiperémesis gravídica hasto encontrar un vínculo significativo entre la presencia de la proteína GDF15, que genera el feto, en los síntomas que padece la madre de náuseas y vómitos.

### Publicaciones seleccionadas[10]
- Fejzo Marlena S, Macgibbon Kimber  Hyperemesis gravidarum: it is time to put an end to the misguided theory of a psychiatric etiology General hospital psychiatry, ; 34(6): 699-700; author reply 700-1.
- Fejzo Marlena S, Sazonova Olga V, Sathirapongsasuti J Fah, Hallgrímsdóttir Ingileif B, Vacic Vladimir, MacGibbon Kimber W, Schoenberg Frederic P, Mancuso Nicholas, Slamon Dennis J, Mullin Patrick M, Mullin Patrick M. Placenta and appetite genes GDF15 and IGFBP7 are associated with hyperemesis gravidarum Nature communications, 2018; 9(1): 1178.
- Fejzo Marlena S, Anderson Lee, Chen Hsiao-Wang, Guandique Enrique, Kalous Ondrej, Conklin Dylan, Slamon Dennis J   Proteasome ubiquitin receptor PSMD4 is an amplification target in breast cancer and may predict sensitivity to PARPi Genes, chromosomes & cancer, 2017; 56(8): 589-597.
- Fejzo Marlena Schoenberg   Measures of depression and anxiety in women with hyperemesis gravidarum are flawed Evidence-based nursing, 2017; 20(3): 78-79.
- Tian Rayna, MacGibbon Kimber, Martin Bhuvan, Mullin Patrick, Fejzo Marlena   Analysis of pre- and post-pregnancy issues in women with hyperemesis gravidarum Autonomic neuroscience : basic & clinical, 2017; 202(3): 73-78.

## Premios y reconocimientos
- Reconocimiento de la Sociedad Estadounidense de Génetica Humana por su investigación sobre el desarrollo de fibromas uterinos en la que descubrió dos genes.[11]